# Upplands runinskrifter 814
Upplands runinskrifter 814 är en vikingatida runsten av rödgrå granit i Bälsunda, Hjälsta socken och Enköpings kommun. Runstenen är 1,25 meter hög och 1,1 meter bred. Runhöjden är 9-10 centimeter. Ristningen är inte signerad, men har attribuerats till runristaren Fot.

## Inskriften
Translitterering av runraden:
· sloʀ · auk · tan · litu · raisa · stain · at · hulmkaiʀ · faþur · sin ×
Normalisering till runsvenska:
Slioʀ(?)/Sløyʀ(?) ok Danr letu ræisa stæin at Holmgæiʀ, faður sinn.
Översättning till nusvenska:
sloʀ och Dan läto resa stenen efter Holmger, sin fader
Hur inskriftens första namn "sloʀ" ska tydas är ovisst.